# Henry Wetherbee Henshaw
Pour les articles homonymes, voir Henshaw.
Henry Wetherbee Henshaw est un ornithologue et un ethnologue américain, né le 3 mars 1850 à Cambridge et mort le 1er août 1930.

## Biographie
Il est le plus jeune enfant d’une fratrie de sept de William Henshaw et de Sarah née Holden. Il fait ses études à Cambridge et fréquente très tôt un petit groupe d’étudiants amateur d’ornithologie. Parmi eux, William Brewster (1851-1919) qui l’initie à la taxidermie, Charles Johnson Maynard (1845-1929) qui avait commencé à devenir récolteur professionnel. Il devient un préparateur de dépouilles d’oiseaux extrêmement efficace et rapide. Sa santé, délicate, l’oblige à interrompre ses études avec les examens et à quitter Harvard en 1869.
Henshaw participe à une longue croisière (automne 1869-été 1871) sur les côtes de Louisiane, à bord du Varina, où il récolte de nombreux oiseaux. Bien que sa santé se soit améliorer, il ne retourne pas à Harvard bien qu’il continue d’entretenir des relations avec ses anciens condisciples. Il noue aussi des relations avec Isaac Sprague (1811-1895), illustrateur naturaliste et ancien assistant de John James Audubon (1785-1851), avec Edward Augustus Samuels (1836-1908) qui rédigeait son livre Birds of New England, avec le  conchyliologiste Robert Edwards Carter Stearns (1827-1909) et avec l’auteur Bradford Torrey (1843-1912).
En 1870, lors d’un voyage dans la région de Boston, il collecte un oiseau qu’il n’arrive pas à déterminer. Henshaw fait parvenir cet oiseau à Joel Asaph Allen (1838-1921) du Museum of Comparative Zoology de Cambridge, qui marque le début d’une longue amitié. C’est toujours grâce à ce spécimen qu’il fait la rencontre d’Elliott Coues (1842-1899) de Washington ainsi que de Spencer Fullerton Baird (1823-1887) et de Robert Ridgway (1850-1929). Il rencontre aussi et se lie avec le meilleur spécialiste américain des œufs d’oiseaux, Thomas Mayo Brewer (1814-1880). C’est avec ces ornithologues qu’Henshaw participera à la fondation de la première organisation ornithologique américaine, le Nuttall Ornithological Club.
Baird joue un rôle essentiel dans l’histoire naturelle de l’époque grâce à son poste dans le nouveau National Museum of Natural History (faisant partie de la Smithsonian Institution) de Washington. Il nomme notamment de nombreux jeunes et talentueux naturalistes dans les missions scientifiques américaines (mission cartographique de l’armée, mission préparatoire à la construction des lignes de chemin de fer, etc.). C’est donc grâce à Baird que Henshaw obtient la possibilité  et participe, en 1872 à la mission d’exploration conduite par George Wheeler (1842-1909) qui doit cartographier les États-Unis à l’ouest du 100e méridien. À son retour, il rencontre et se lie d’amitié avec Clinton Hart Merriam (1855-1942), avec qui il entretient de nombreux échanges épistolaires.
Jusqu’en 1879, il participe à plusieurs missions dans l’ouest américaine, date à laquelle il devient membre du bureau d’ethnologie américaine créé par le major John Wesley Powell (1834-1902) au sein de la Smithsonian Institution. Henshaw gardera ce poste jusqu’en 1893. Il participe à la préparation d’un ouvrage sur la classification des langues amérindiennes que Powell publiera en 1891. Durant la même période, il est rédacteur en chef de l’American Anthropologist. Il participe aux travaux de la jeune American Ornithologists' Union et notamment à sa commission chargée de préparer un code de nomenclature (et qui aboutira à la création du trinôme). En 1894, il démissionne de ses fonctions au bureau d’ethnologie cas sa santé s’était dégradée et part s’installe à Hawaï comme photographe. Il récolte de nombreux oiseaux dans l’archipel. Sa collection, riche de plus de mille peaux dont certaines appartenant à des espèces disparues. Il fait paraître en 1902 Birds of Hawaii.
De retour aux États-Unis, il est, à partir de 1905, biologiste au sein du service de recherche biologique du département d’État de l’Agriculture. Il est chargé d’établir les régimes alimentaires de mammifères et d’oiseaux, l’établissement de refuges pour ces animaux, l’élaboration et l’amélioration des lois de protection de la faune, le contrôle des espèces nuisibles. Il travaille également au contrôle du commerce des plumes (utilisées dans la plumasserie et la mode).  À partir de 1910, il dirige ce même service et participe activement à son développement. Ce service joue un grand rôle dans l’adoption, par le Congrès des États-Unis, de la loi fédérale sur la migration des oiseaux, signée par le président le 1er octobre 1913. C’est ce document qui sera adapté pour devenir le traité sur la migration des oiseaux signé par les États-Unis et par la Grande-Bretagne (pour les provinces canadiennes). Il fait paraître un manuel sur les oiseaux communs, Fifty Common Birds of Farm and Orchard, illustré par Louis Agassiz Fuertes (1874-1927), qui sera l’une des publications les plus populaires du Département. À la fin de sa carrière, Henshaw s’est intéressé aux diatomées.